# بيفرلي بلير كوك
بيفرلي بلير كوك (بالإنجليزية: Beverly Blair Cook)‏ هي عالمة سياسة أمريكية، ولدت في 1927، وتوفيت في 18 يناير 2008.